# Herbomyia robusta
Herbomyia robusta är en tvåvingeart som beskrevs av Möhn 1955. Herbomyia robusta ingår i släktet Herbomyia och familjen gallmyggor.
Artens utbredningsområde är Tyskland. Inga underarter finns listade i Catalogue of Life.